# コリアセブン
コリアセブン(朝: 코리아세븐)とは、大韓民国でセブン-イレブンを運営する企業である。ロッテグループ傘下。
本項目では、事実上の前身にあたるロッテセブン(朝: 롯데세븐)についても解説する。

## 歴史

### ロッテセブン
韓国ロッテグループは1979年12月17日に、ソウル小公洞にロッテ百貨店を開店させた。
ロッテグループの名誉会長であった辛格浩はデパートにとどまらず全ての流通分野でトップになることを目指し事業を展開した。その過程でコンビニエンスストアにも進出することとなった。
1981年7月、セブン-イレブンを日本で展開していたイトーヨーカドーからコンビニ事業の提案を受け、1981年9月にロッテ百貨店内にCVS事業部を構成、国内展開を目指した。
しかしながらフランチャイズ事業の不確実性と高いロイヤリティの負担が作用し、ロッテは独自のテスト店舗を運営した後に事業展開するかを最終決定することとなった。
1982年11月、ロッテセブンの1号店をソウル新堂洞にて開業した。当時は生活必需品やインスタント食品など2000種類の商品を午前7時から午後11時まで年中無休で営業していた。
しかしながらコンビニエンスストアへの消費者の理解が足りなかったこともあり、1983年には新堂洞店を皮切りに3店舗全てを閉店、撤退した。
なお、同時期にはニューコアの「ニュータウン」、漢陽流通（後の韓火流通で、ギャラリア百貨店につながっていく)が「漢陽ストア」という名前のコンビニエンスストアを展開したが、いずれも長続きすることなく閉店した
。

### コリアセブンの設立
その後、ソウルオリンピック開催直前の1988年5月21日にコリアセブンが設立される。初代社長には東和産業の会長の次男であるムン・ヨンジョンが選任された。
彼は留学時代に偶然米国のセブン-イレブンに接し、これを韓国に導入するためコリアセブンを設立した。
米サウスランドに初期契約金を支払い、加盟店の月売上高の1％を6ヶ月ごとに支給する条件で技術提携条約を結んだ。
新入社員約20人を雇い、準備期間を経て、1989年5月6日、オリンピック選手村商店街の入り口に「セブンイレブン」1号店を開業させる。これをもって韓国におけるコンビニエンスストアの歴史が始まったとする資料も存在する。

### ロッテマートの展開と成長
その後コンビニ業界はファミリーマートやミニストップといった外資系コンビニエンスストアが進出するなど活発となり、1992年3月にはロッテ百貨店のCVS事業部が再発足する。
新たに「ロッテマート」という店舗名で展開を始め、翌1993年12月にはロッテマート1号店となる祠堂店を開業する。その後4店舗まで拡大したが、1994年8月にロッテ百貨店がコリアセブンを買収したことに伴い、
ロッテマートの店舗はすべてセブン-イレブンへと転換された。
その後1999年にはコーロン商事が展開していたローソンの韓国部門(コーロンマート)を買収、業界1位となった。
しかし2002年にはファミリーマートに、2003年にはGS25にも追い抜かれ業界3位に転落する。
2010年にはバイ・ザ・ウェイを買収し、2019年には吸収合併した。
2022年3月に日本のイオングループが直接経営していたミニストップの韓国法人を親会社のロッテが買収した。同年4月以降、統合作業を進めるとしている。

### 沿革
- 1988年5月21日 - コリアセブン設立[1]。
- 1989年5月6日 - セブン-イレブン1号店を開業[1]。
- 1994年8月 - ロッテ百貨店に買収される[1]。
- 1997年5月 - ロッテリアに吸収合併[8]。
- 1999年5月 - ロッテリアCVS事業本部からコリアセブンとして独立法人化[8]。
- 1999年12月 - ローソンの韓国部門を買収[9]。
- 2001年12月 - 1000店舗目が開業[10]。
- 2010年4月 - バイザウェイを買収、統合運営[10]。
- 2019年11月 - 1万店舗目が開業[11]。
- 2022年3月 - 韓国ミニストップを買収[6]。

## 店舗展開
2019年末時点でコリアセブンは韓国国内に10116店舗を展開する。

### 経営状況
韓国国内のセブン-イレブンの店舗数は2019年11月に1万店舗を突破したが、目下では再契約をする店舗が急速に増えるとされる5年の契約期間が満了する店舗が今後増えると言われている。
韓国の国会議員禹元植が公開した資料によると、全店舗の39％にあたる3369店舗の売上高(日販)が110万ウォン未満であり、加盟料などの費用や家賃、アルバイト労働者の賃金を差し引くと赤字になるとした。
なお、GS25およびCUの低売上店舗の比率はそれぞれ8％、18％とセブンイレブンよりもはるかに少なかった。
また営業利益率も低く、GS25及びCUが3％台であるのに対しセブン-イレブンは1％台前半に過ぎず、また2019年下半期は日系企業への不買運動のあおりを受けて0％台にまで下降した可能性もあるとしている。また同年9月の基準負債比率も297％と高いほうであった。

### バイ・ザ・ウェイ
コリアセブンは2010年にバイ・ザ・ウェイ（바이더웨이）を買収したが、2019年に吸収合併するまで、法人統合されることなく両ブランドが並立していた。また転換も思うように進まず、合併当初はバイザウェイの店舗が1665店舗存在していたが、2019年時点でも135店舗が残る。

### 韓国ミニストップ
2022年3月にミニストップの韓国法人を日本のイオングループから買収した。同年4月以降、統合作業を進めるとしている。